# Kohei Kato
Kohei Kato (加藤 恒平, Kato Kohei) est un footballeur japonais né le 14 juin 1989 à Shingū. Il évolue au poste de milieu de terrain.

## Biographie
Il inscrit sept buts dans le championnat de Monténégro lors de la saison 2014-2015, remportant par la même occasion le titre de champion.
Il joue deux matchs en Ligue Europa avec l'équipe bulgare du Beroe Stara Zagora.

## Palmarès
- Champion du Monténégro en 2015 avec le Rudar Pljevlja